# Mičurinsk
Mičurinsk je grad u Tambovskoj oblasti (Središnji savezni okrug, Rusija). Nalazi se na 52°53′N 40°29′E / 52.883°N 40.483°E, oko 400 km od Moskve.
Broj stanovnika: 96.100
Grad je željezničko čvorište i nalazi se u plodnoj dolini Oke i Dona.
Osnovan je 1636. godine kao utvrda zvana Kozlov. 1779. je stekao gradska prava.
Današnje ime je dobio po ruskom botaničaru Ivanu Vladimiroviču Mičurinu.
Gospodarski su bitni željeznica i zemlja crnica na kojoj cijelo to područje leži. Pored tamošnje tvornice lokomotiva je pogon za preradu hrane. 